# اتری لاموریس
اِتـِری لاموریس (اسپانیایی: Eteri Lamoris‎؛ زادهٔ ۲۳ مه ۱۹۷۱) یک معلم آواز و خواننده سوپرانوی اپرا گرجی‌الاصل و اهل اسپانیا است.
او خوانندگی را نخست، زیر نظر مادرش «لامارا چکونیا» در شهر تفلیس (و بعدها در مادرید) آموخت. سپس نخستین اجرای خود را در «سالن باله و اپرای تفلیس» در نقش «دِزدِمُنا» در اپرای «اتللو» اثرِ «جوزپه وردی» ایفا نمود. بعدها و در همین مکان، در نقش‌های «ویولتا والری» در اپرای «لا تراویاتا» و «جیلدا» در اپرای «ریگولتو» ظاهر شد.
نخستین اجرای بین‌المللی او در سالن مشهور «لا اسکالا» در شهر میلان بود که در نقش «موزِتا» در اپرای «لا بوهم» (اثرِ «جاکومو پوچینی») به کارگردانی «فرانکو زفیرلی» هنرنمایی کرد و پس از آن در بسیاری از سالن‌های اپرای اروپا و آمریکای شمالی، نقش‌های اصلی اپراتیک را ایفا نموده است.
لاموریس هم‌اکنون به امر آموزشِ خوانندگی و آواز در «آکادمی بل‌کانتو» در شهرهای «گراتس» و «فرونلایتن» (در استان اشتایرمارک اتریش) مشغول است و در سال ۲۰۱۲ میلادی برندهٔ جایرهٔ «شخصیت فرهنگی سال» از سوی «بنیاد فرهنگ استکهلم» شد. او تاکنون برندهٔ جوایز بیشماری در زمینه خوانندگی اپرا شده است.